# Wilsberg: Russisches Roulette
Russisches Roulette ist die 46. Folge der Fernsehfilmreihe Wilsberg. Die Erstausstrahlung erfolgte am 14. Februar 2015 im ZDF. Regie führte Martin Enlen, das Drehbuch wurde von Eckehard Ziedrich geschrieben.

## Handlung
Wilsberg, nach einer Steuerschätzung mit einer Nachzahlung in Höhe von 20.000 Euro konfrontiert, wird Zeuge eines nächtlichen Verkehrsunfalls, bei dem die junge Frau ums Leben kommt, die er zuvor als Anhalterin mitgenommen hatte. Der Fahrer flüchtet. Kurz darauf beschädigt ein LKW Wilsbergs geliehenes Auto, sechs russische Frauen klettern aus dem LKW und verschwinden im Wald. 
Am folgenden Morgen suchen diese Frauen, die Wilsbergs Brieftasche mit Ausweis gefunden haben, Unterschlupf in Wilsbergs Antiquariat; er kümmert sich um sie. Die getötete Anhalterin Maite ließ einen Rucksack mit 20.000 Euro zurück, den Wilsberg vergeblich bei der Polizei abzugeben versucht. Es stellt sich heraus, dass die sechs Frauen als Prostituierte nach Deutschland geschleust wurden.
In der Mordkommission wird die übereifrige Angestellte Marie als Assistentin Overbeck zugeteilt und hält dessen Begriffsstutzigkeit für Tarnung. Sie vermutet Wilsberg als Kopf hinter dem Menschenhändlerring und zieht Overbeck mit auf diese falsche Spur. 
Mitglieder des Frauenschmugglerrings sind nun wegen des Geldes aus dem Rucksack hinter Wilsberg her. Die Polizei findet einen weiteren Toten in der Nähe des Unfallortes, der ebenfalls zum Menschenhändlerring gehört und der von seinen russischen Brüdern gesucht wird. Alex ermittelt verdeckt und gerät in große Gefahr, Wilsberg und Ekki können sie jedoch retten. 
Am Ende werden die Täter verhaftet, Kopf des Frauenschmuggelrings war der Münsteraner Integrationsbeauftragte. Die russischen Frauen sind frei und teilen sich die 20.000 Euro, um sich davon eine Existenz aufzubauen.

## Hintergrund
Das im Abspann laufende Stück ist der Walzer Nr. 2 aus der Suite für Varieté-Orchester, komponiert von Dmitri Schostakowitsch.

## Rezeption

### Einschaltquote
Russisches Roulette erreichte bei ihrer Erstausstrahlung 7 Mio. Zuschauer. Das entspricht einer Einschaltquote von 22,6 %.

### Kritik
Laut Rainer Tittelbach von Tittelbach.tv zeichnet sich diese Episode vor allem durch „Krimiklischees & Typen-Standards“ aus. Diese seien in einer „komödienhafte[n] Kreis-Dramaturgie“ angeordnet. Dem Film fehle „Spannung“ und „Psychologie“. Sein Urteil fällt ambivalent aus: „Einige Situationen lassen schmunzeln, brüllend komische Gags fehlen!“
Auch TV Spielfilm bewertet die Episode eher negativ. Der Film sei seinen Ansprüchen nicht gerecht geworden und „[b]eim Versuch, auf der Erfolgswelle absurder, überdrehter TV-Krimis mitzusurfen, haben sich die Macher verzockt: Figuren und Story sind unglaubwürdig, und die Spannung hat Flaute - Logiklöcher inklusive.“